# Naxhije Dume
Naxhije Dume (ur. 2 lutego 1921 we wsi Lubonjë, Okręg Kolonja, zm. 29 września 2008 w Tiranie) – albańska polityk i pedagog, w 1948 minister edukacji w rządzie Envera Hodży.

## Życiorys
Córka urzędnika państwowego Dume Dumji i Vezirji. W latach 1933–1941 uczyła się w Instytucie dla Dziewcząt w Tiranie (Instituti Femëror Nëna Mbretëreshë), kończąc szkołę dyplomem nauczycielki. Pracowała w szkołach w Tiranie i w Korczy. W tym czasie związała się z ruchem komunistycznym (grupa działająca w Szkodrze). W 1943 objęła stanowisko sekretarza komitetu d.s. kobiet w Korczy. W latach 1943–1948 była członkinią Komitetu Centralnego KPA. W 1944 była jedną z siedmiu kobiet, zasiadających w Antyfaszystowskiej Radzie Wyzwolenia Narodowego, namiastce podziemnego parlamentu.
Po zakończeniu wojny objęła stanowisko dyrektorki biblioteki w Elbasanie. W 1946 zdobyła mandat deputowanej do Zgromadzenia Ludowego. W lutym 1948 została mianowana na stanowisko ministra edukacji. Była pierwszą kobietą w historii Albanii, która pełniła urząd ministra. Po I kongresie Albańskiej Partii Pracy (listopad 1948) na stanowisku ministra edukacji zastąpił ją Kahreman Ylli. Naxhije Dume otrzymała stanowisko dyrektorki Muzeum Archeologiczno-Etnograficznego w Tiranie, a w 1956 dyrektorki Biblioteki Narodowej. W tym samym roku trafiła do Cërriku, gdzie początkowo pozostawała bez pracy, a następnie została zaangażowana na etat wiejskiej nauczycielki.
W 1967 została usunięta z partii komunistycznej, a pięć lat później przeszła na emeryturę. Od 1982 po aresztowaniu męża Nesti Kerenxhiego była internowana wraz z rodziną we wsi Mavrovë, a następnie w Selenicy w okolicach Wlory. Powróciła do Tirany w 1996.